# Kärrbo
Kärrbo is een plaats in de gemeente Skinnskatteberg in het landschap Västmanland en de provincie Västmanlands län in Zweden. De plaats heeft 63 inwoners (2005) en een oppervlakte van 18 hectare.